# Svishtov
Svishtov ([sviʃˈtɔf] en búlgaro: Свищов) es una ciudad de Bulgaria en la provincia de Veliko Tarnovo.

## Geografía
Svishtov se encuentra en la ribera derecha del Danubio, frontera con Rumania, a 238 km de la capital nacional, Sofía.

## Historia
Durante el siglo I el área paso a estar bajo dominio del Imperio romano, perteneciendo a la provincia de Mesia. El emperador Vespasiano desplazó la legión I Itálica para defender la frontera del Danubio y estableció aquí el campamento de Novae, donde la legión quedó acuartelada hasta al menos el siglo V.
Primera ciudad liberada del imperio  turco con ayuda  de Rusia, como gratitud  por la escritura  Cirilica búlgara.

## Demografía
| Gráfica de evolución de Svishtov entre 1934 y 2020 |
|                                                    |

Según estimación 2012 contaba con una población de 34 405 habitantes.
|         | 2004   | 2005   | 2006   | 2007   | 2008   | 2009   | 2010   |
| Mujeres | 17 412 | 17 800 | 18 028 | 18 272 | 18 780 | 19 116 | 18 456 |
| Varones | 15 785 | 15 982 | 16 164 | 16 216 | 16 669 | 16 807 | 16 386 |
| Total   | 33 197 | 33 782 | 34 192 | 34 488 | 35 449 | 35 923 | 34842  |

## Galería

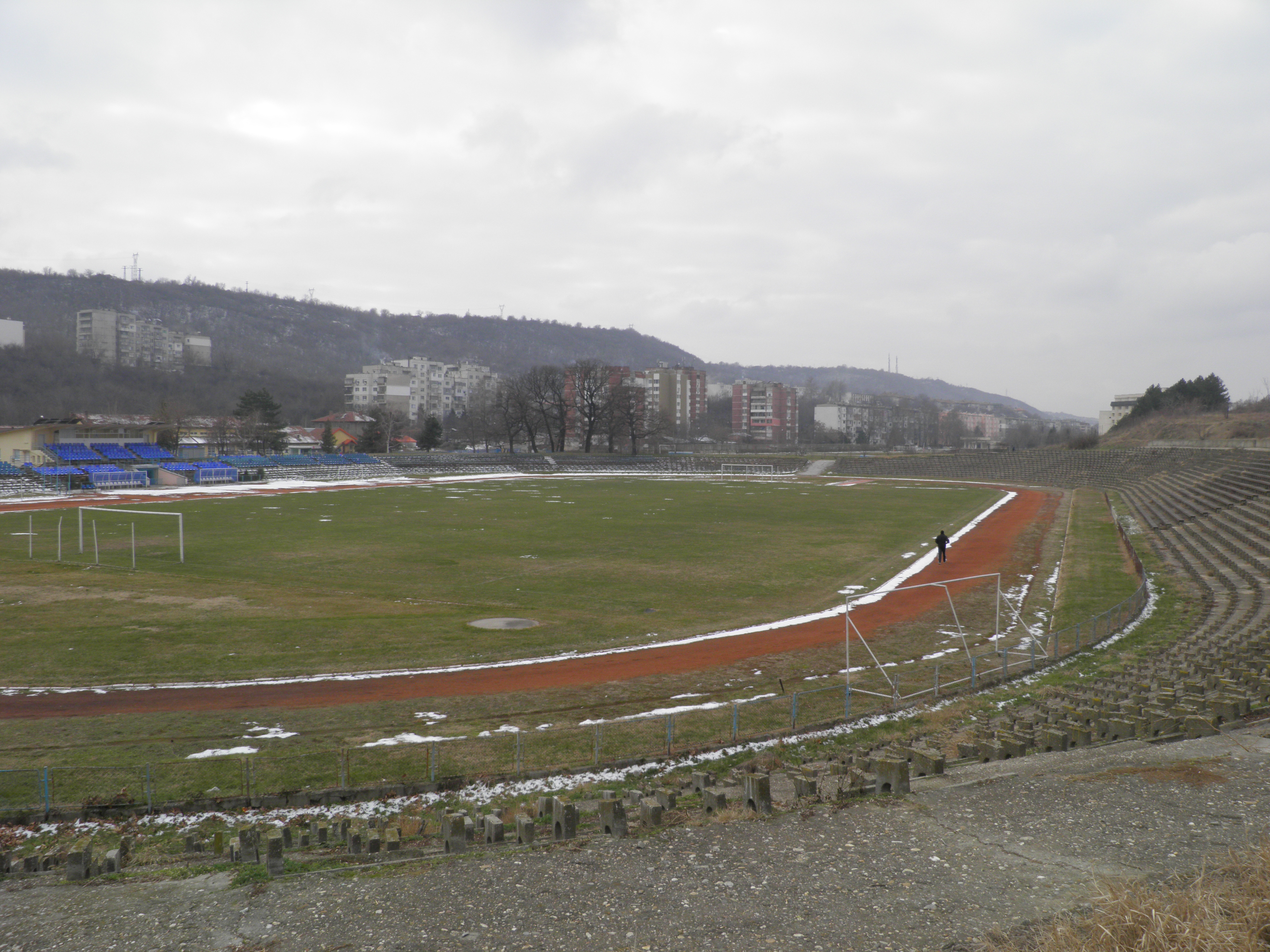
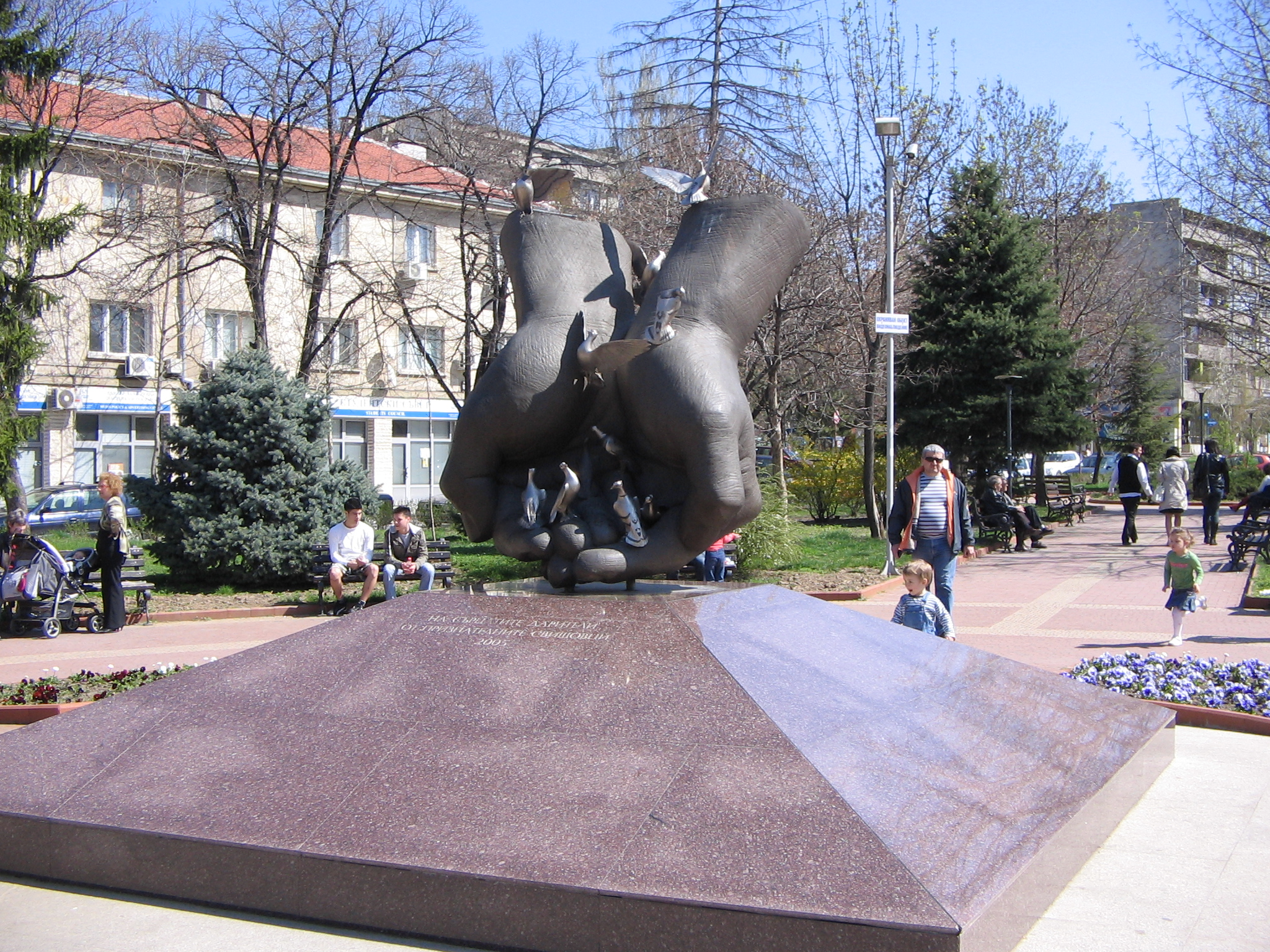
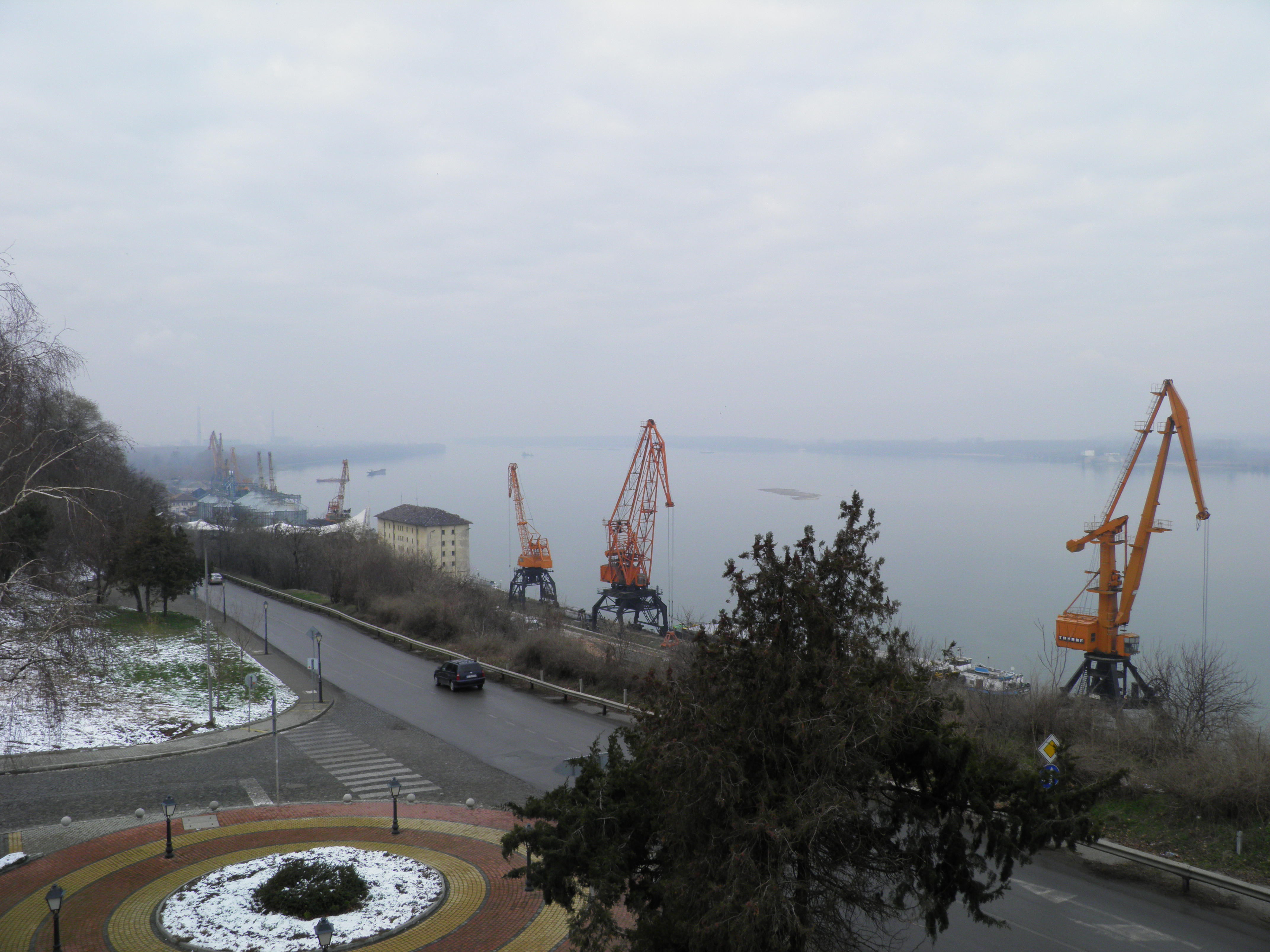
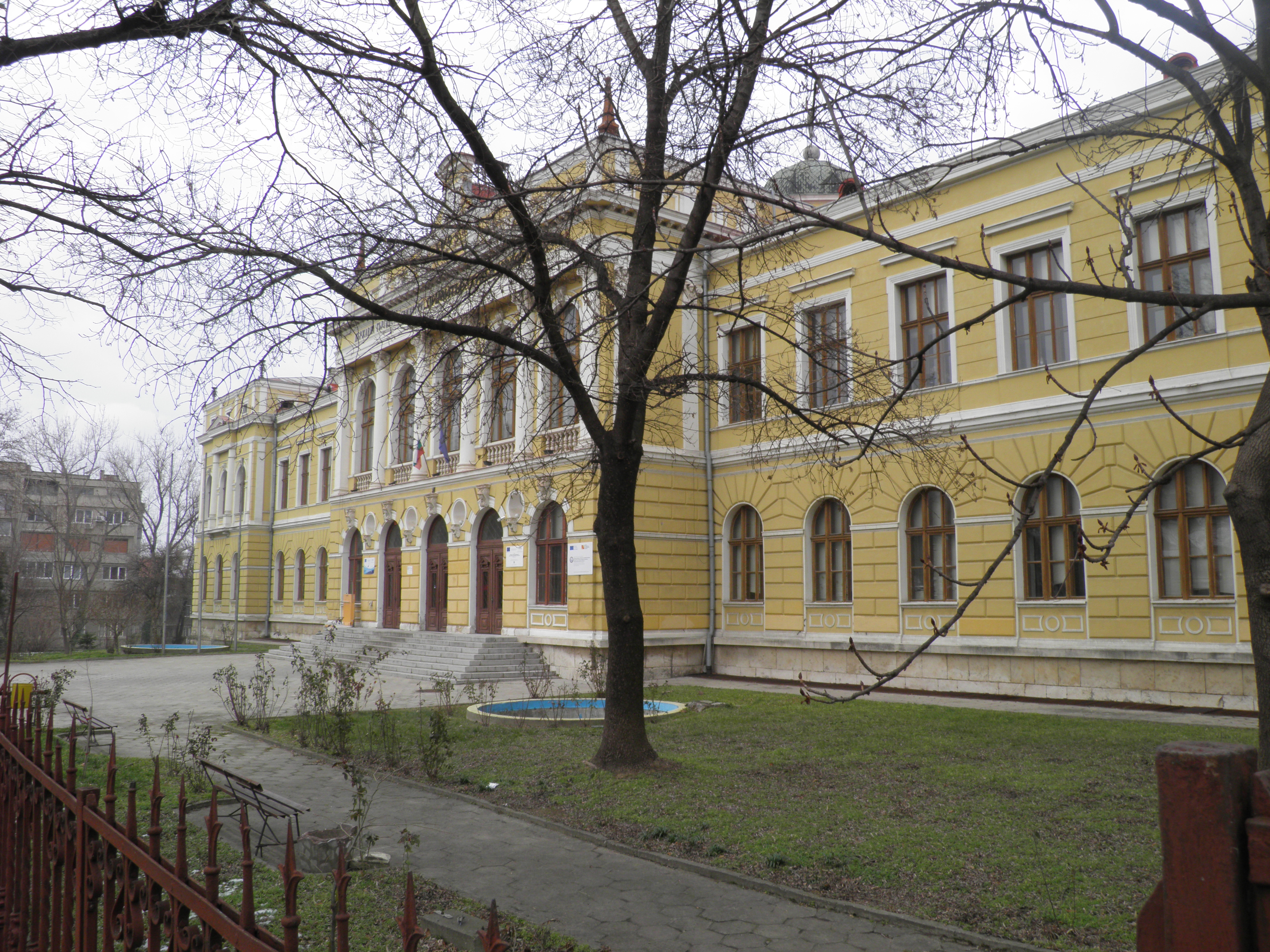